# Кројачева тајна
Кројачева тајна је српски филм из 2006. године. Филм је по жанру љубавни трилер са елементима ноар филма.

## Радња
Прича чији је главни актер Кројач смештена је у црноутопијски амбијент будућности, град ментално мртвих зомбија који гњечи чизма војне диктатуре. Одважно, и мисионарски, Кројач ће корачати кафкијански необјашњивим и туробним улицама града где језа и терор слободно лутају, у својој диогенској потрази за чистотом и љубави.
Радња филма се одиграва у Београду 2014. године. Кројач (Горан Шушљик) живи сам у великом, запуштеном стану. Плашљив је и боји се контакта са спољним светом, од којег га одвајају гломазне браве на вратима. Једини контакт који има са спољним светом је прозор зграде преко пута њега, где кројач повремено посматра плес девојке из комшилука - играчице. Повремено га посећује лепотица (Марија Вицковић), фатална заводница у коју је заљубљен. Она је опасна жена и грабљивица која се игра с кројачем као с неком играчком. Он за њу шије прелепу црвену хаљину, а она му у замену за то пружа дозиране изразе љубави и захвалности. Лепотица је повезана са опаким пуковником (Лазар Ристовски), који је садистички заљубљен у њу.
Једне ноћи лепотица побегне од пуковника и долази код кројача да од њега тражи помоћ. После њене исповести и суза, кројач пристаје на то и предлаже јој да побегну из града. Лепотица сазнаје да је кројач посматрао играчицу и од њега тражи доказ оданости. Наговара га да убије невину девојку. У међувремену, пуковник сазнаје да је кројач у вези са лепотицом и шаље своје људе по њега. Кројача прво киднапује сексуално оболела комшиница, а после ње и пуковникови људи који га извређају и измалтретирају. Измучен и извређан од стране опасне групе и околине, кројач сав свој бес искалили на невиној играчици упркос томе што му она у току разговора изјави љубав објашњавајући му да је сав њен плес испред прозора био посвећен њему. Кројач је убија да би потврдио своју оданост лепотици. Крвавих руку, кројач се после убиства враћа кући, схватајући да је лепотица нестала и да је обманут.

## Улоге
| Глумац               | Улога             |
| -------------------- | ----------------- |
| Горан Шушљик         | Кројач            |
| Драган Мићановић     | Поручник          |
| Лазар Ристовски      | Пуковник          |
| Марија Вицковић      | Лепотица          |
| Вања Ејдус           | Играчица          |
| Љуба Тадић           | Порнограф         |
| Милутин Јевђенијевић | Велики човек      |
| Нада Шаргин          | Девојка са спрата |
| Татјана Бељакова     | Баба Ната         |